# Tithorea assimilis
Tithorea assimilis är en fjärilsart som beskrevs av Richard Haensch 1905. Tithorea assimilis ingår i släktet Tithorea och familjen praktfjärilar. Inga underarter finns listade i Catalogue of Life.